# Euphorbia kamponii
Euphorbia kamponii  es una especie fanerógama perteneciente a la familia de las euforbiáceas.

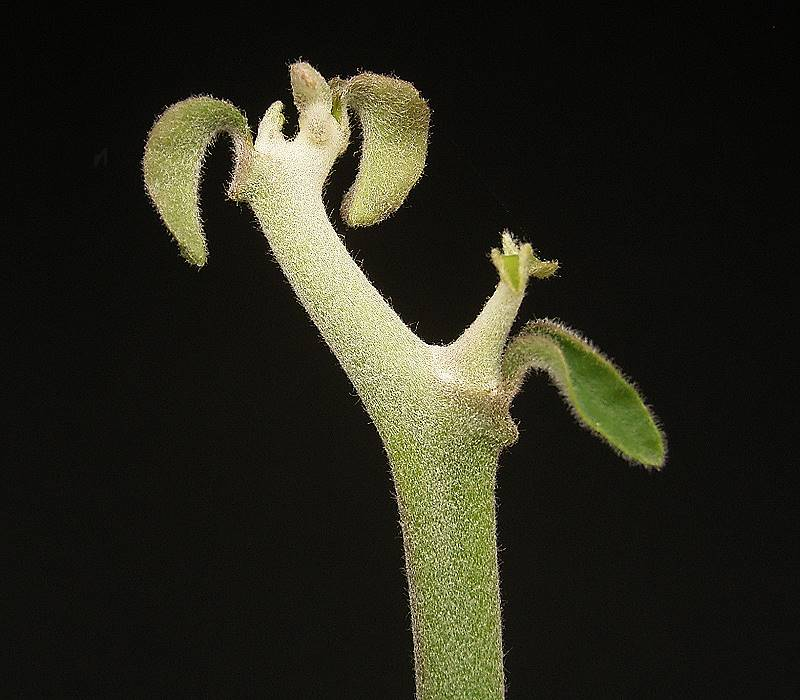
Detalle de la planta

## Distribución
Es endémica de Madagascar en la Provincia de Toliara. Su natural hábitat son los bosques secos tropicales o subtropicales  secos o zonas de arbustos.  Está amenazado por la pérdida de hábitat.
El área calculada de ocupación es de aproximadamente 33 km ². La especie no es común y crece cerca de la zona de Tulear. Forma árboles, lo que lo convierte en amenaza ya que luego se convierten en una valiosa fuente de carbón. 

## Descripción
Es una planta suculenta arbusto o árbol que se encuentra a una altitud de 0-499 metros.

## Taxonomía
Euphorbia kamponii fue descrita por Rauh & Petignat y publicado en British Cactus & Succulent Journal 13: 128. 1995.
Etimología
Euphorbia: nombre genérico que deriva del médico griego del rey Juba II de Mauritania (52 a 50 a. C. - 23), Euphorbus, en su honor – o en alusión a su gran vientre –  ya que usaba médicamente Euphorbia resinifera. En 1753 Carlos Linneo asignó el nombre a todo el género.
kamponii: epíteto otorgado en honor de Mr. Kampon Tasacha, paisajista y propietario del Jardín Botánico Tropical de Nong Nooch, en Bangkok, donde abundan palmeras y suculentas.